# Батл-Лейк (Міннесота)
Батл-Лейк (англ. Battle Lake) — місто (англ. city) в США, в окрузі Оттер-Тейл штату Міннесота. Населення — 857 осіб (2020).

## Географія
Батл-Лейк розташований за координатами 46°17′10″ пн. ш. 95°43′18″ зх. д. / 46.28611° пн. ш. 95.72167° зх. д. (46.286124, -95.721664).  За даними Бюро перепису населення США в 2010 році місто мало площу 3,81 км², з яких 3,80 км² — суходіл та 0,01 км² — водойми. В 2017 році площа становила 3,60 км², з яких 3,59 км² — суходіл та 0,01 км² — водойми.

## Демографія
Згідно з переписом 2010 року, у місті мешкало 875 осіб у 386 домогосподарствах у складі 215 родин. Густота населення становила 230 осіб/км².  Було 486 помешкань (128/км²).
Расовий склад населення:
| - 97,7 % — білих - 0,5 % — корінних американців - 0,3 % — чорних або афроамериканців - 0,3 % — азіатів |

До двох чи більше рас належало 1,1 %. Частка іспаномовних становила 0,2 % від усіх жителів.
За віковим діапазоном населення розподілялося таким чином: 23,0 % — особи молодші 18 років, 43,4 % — особи у віці 18—64 років, 33,6 % — особи у віці 65 років та старші. Медіана віку мешканця становила 49,5 року. На 100 осіб жіночої статі у місті припадало 81,9 чоловіків;  на 100 жінок у віці від 18 років та старших — 73,7 чоловіків також старших 18 років.
Середній дохід на одне домашнє господарство  становив 51 089 доларів США (медіана — 36 786), а середній дохід на одну сім'ю — 65 495 доларів (медіана — 45 938). Медіана доходів становила 52 188 доларів для чоловіків та 33 333 долари для жінок. За межею бідності перебувало 9,3 % осіб, у тому числі 11,6 % дітей у віці до 18 років та 2,7 % осіб у віці 65 років та старших.
Цивільне працевлаштоване населення становило 317 осіб. Основні галузі зайнятості: освіта, охорона здоров'я та соціальна допомога — 28,4 %, роздрібна торгівля — 20,8 %, мистецтво, розваги та відпочинок — 11,4 %, фінанси, страхування та нерухомість — 6,6 %.